# Reprezentacja Somalii w piłce nożnej mężczyzn
Reprezentacja Somalii w piłce nożnej mężczyzn – narodowy zespół reprezentujący Somalię. Od 1960 roku jest członkiem FIFA.
W rankingu FIFA opublikowanym w styczniu 2017 zespół Somalii zajmuje 205, ostatnią lokatę ex aequo z: Anguillą, Bahamami, Dżibuti, Erytreą, Gibraltarem i Tonga. W Afryce zajmuje natomiast 52 miejsce, co czyni najgorszą reprezentacją na czarnym lądzie ex aequo z Dżibuti i Erytreą.
Obecnym selekcjonerem kadry Somalii jest Haruna Mawa

## Udział wMistrzostwach Świata
- 1930 – 1958 – Nie brała udziału (była kolonią włosko-brytyjską)
- 1962 – 1978 – Nie brała udziału
- 1982 – Nie zakwalifikowała się
- 1986 – 1998 – Nie brała udziału
- 2002 – 2022 – Nie zakwalifikowała się

## Udział wPucharze Narodów Afryki
- 1957 – 1968 – Nie brała udziału (była kolonią włosko-brytyjską)
- 1970 – Nie zakwalifikowała się
- 1972 – Nie brała udziału
- 1974 – Nie zakwalifikowała się
- 1976 – 1978 – Nie brała udziału
- 1980 – Wycofała się z eliminacji
- 1982 – Nie brała udziału
- 1984 – 1988 – Nie zakwalifikowała się
- 1990 – 2004 – Nie brała udziału
- 2006 – 2010 – Nie zakwalifikowała się
- 2012 – 2021 – Nie brała udziału
- 2023 – Nie zakwalifikowała się